# هيري راجاوناريمامبيانينا
هيري راجاوناريمامبيانينا (بالملغاشية: Hery Rajaonarimampianina)، (ولد في 6 نوفمبر 1958-) هو رجل دولة ملغاشي. تولى منصب رئيس مدغشقر في 25 يناير 2014، خلفا لأندريه راجولينا.

## السيرة الذاتية

### المسار السياسي

#### الإقالة
في 26 مايو 2015، صوّت النواب بأغلبية 121 صوت مقابل 4 ضد (من جملة 151 نائب في البرلمان) على إقالة راجاوناريمامبيانينا. يذكر أنه يشترط تجميع ثلثي أصوات النواب لكي تتم إقالة الرئيس وهو 101. جاءت هذه الإقالة بعد وصف الرئيس بأنه غير كفؤ ولا يحترم الدستور، خاصة في الفصل بين السلطات.

هذا التصويت الذي يوصف بالحاد، يرجع لغياب حزب الرئيس HVM الموجود في المجلس. الثمانين نائب المحسوبين على المعارضة (تحالف Ambodivona) صوٌتوا لصالح إقالة الرئيس. يذكر أن هذه الإقالة لا تدخل حيّز النفاذ حاليا، حتى تعطي المحكمة الدستورية العليا رأيها في هذا القرار .

## مقالات ذات صلة
- رئيس مدغشقر

## روابط خارجية
- هيري راجاوناريمامبيانينا على موقع الموسوعة البريطانية (الإنجليزية)
- هيري راجاوناريمامبيانينا على موقع مونزينجر (الألمانية)